# Bolboreta, Mariposa, Papallona
Bolboreta, Mariposa, Papallona és una pel·lícula espanyola dirigida per Pablo García Pérez de Lara, estrenada l'any 2007. Ha estat doblada al català

## Argument
En la seva obsessió per atrapar el temps, l'amor i la bellesa, Víctor mai no va acabar el seu ambiciós projecte cinematogràfic. Ara, arriba a un poble costaner on va rodar la seva obra i on uns nens i nenes, des de la seva mirada infantil i oberta, tracten d'aconseguir amb aquell material filmat el que l'ambició del director adult no va poder aconseguir: atrapar la vida. Així dirigeix la càmera sobre la vida dels seus habitants, els riures, les diferencies yi semblances entre els món dels nens i el dels adults...

## Repartiment
- Fele Martínez: Victor
- Tzeitel Rodríguez: Laura
- David Bendito: Santi
- Farruco Castromán: Braulio
- Marc Perich: Ell mateix
- Ana Puente

## Llocs de rodatge
La Corunya, Galícia